# Daifuku

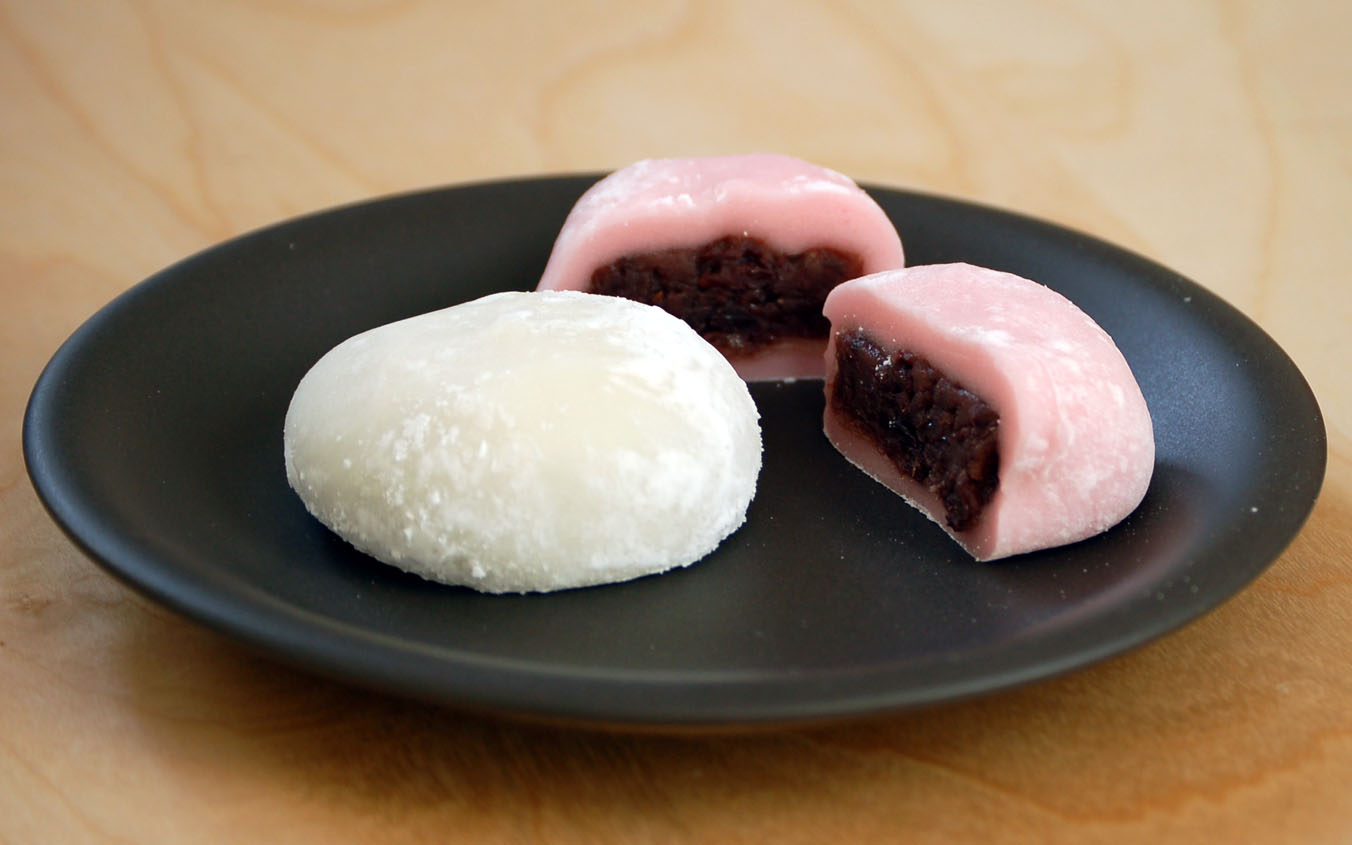
Daifuku

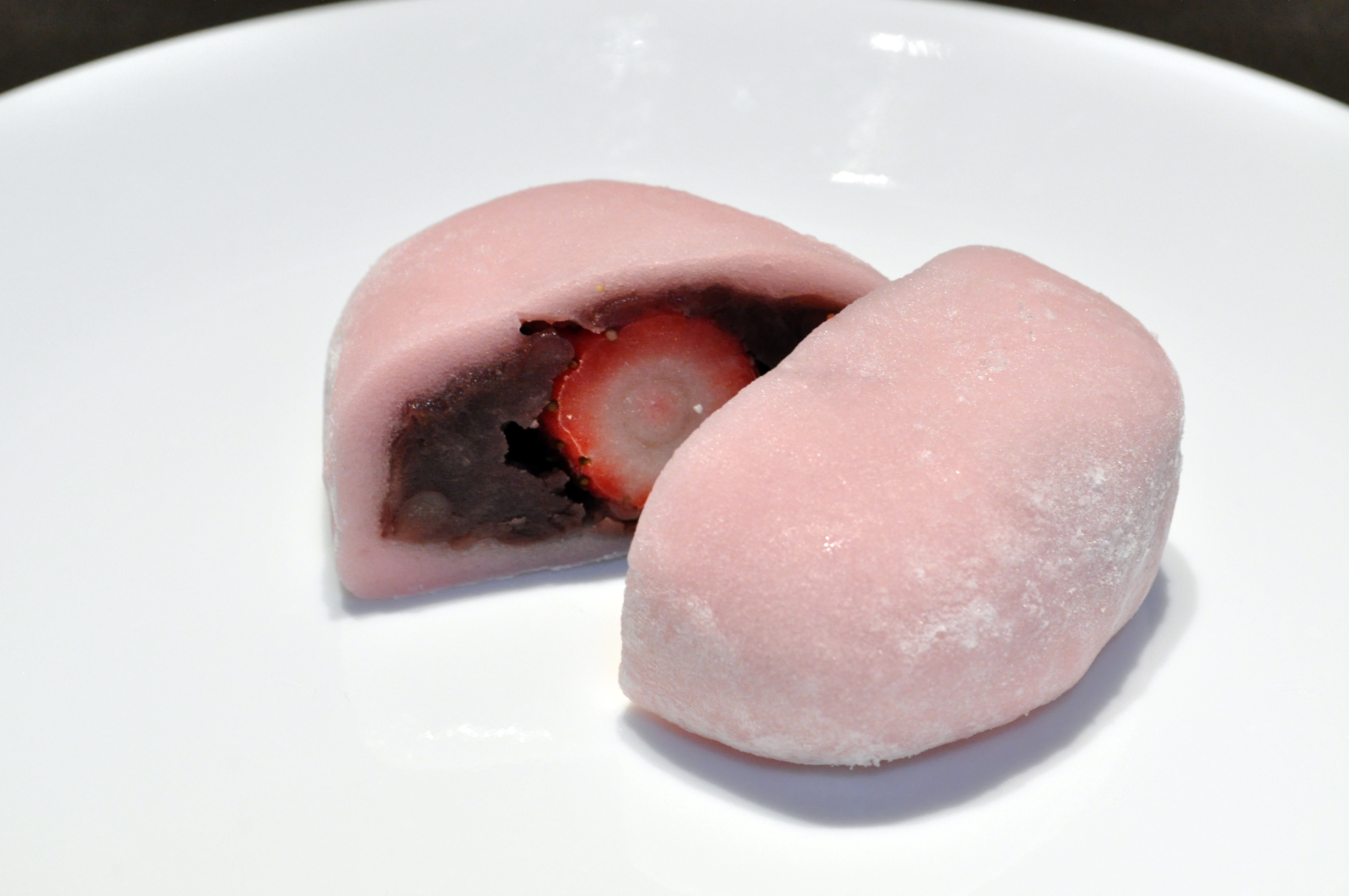
Ichigo daifuku

Daifuku (大福) eller daifukumochi (大福餅) är en japansk mjuk riskaka gjord på mochi med söt fyllning, exempelvis an (japansk söt bönsylt). Namnet betyder ordagrant "stor lycka".